# Långben stannar hemma
Långben stannar hemma (engelska: How to Stay at Home) är en amerikansk animerad miniserie med Långben från 2021.

## Handling
I tre kortfilmer, som utspelar sig under Covid-19-pandemin, får man se Långben stanna hemma och hur han lär sig använda munskydd, laga mat och sträcktitta på tv.

## Om serien
Serien är inspirerad av de äldre Långben-kortfilmerna och finns att streama på Disney+.

## Avsnitt
1. Att använda munskydd (How to Wear a Mask)
2. Lära sig laga mat (Learning to Cook)
3. Sträcktitta på tv (Bing Watching)[3][4]

## Rollista
- Bill Farmer – Långben
- Corey Burton – berättare[1]